# Harcsár István
Harcsár István György (Budapest, 1943. április 20. –) magyar sportpolitikus, sportvezető, közgazdász. A Magyar Köztársasági Érdemrend Lovagkeresztjének és a Magyar Sportért Életműdíj tulajdonosa.

## Iskolai tanulmányai
Az általános iskolát Budapesten, a VII. kerületi Rottenbiller utcai általános iskolában végezte  el. Középiskolai tanulmányait 1957-től 1961-ig a Madách Imre Gimnáziumban folytatta. Itt érettségizett. 1964-ben felvételi vizsgát tett a Marx Károly Közgazdaságtudományi Egyetem belkereskedelmi szakára. 1968-ban okleveles közgazdaként diplomázott. Egy évvel később, 1969. decemberben egyetemi doktori címet szerzett „A Közért Vállalatok áruforgalmi kapcsolatai a beszerzés terén az új gazdasági mechanizmusban” című disszertációja védésével. Válogatott sportolóként, kedvezménnyel 1968-ban felvételizhetett a Budapesti Testnevelési Főiskola szakedzői szakára. 1971-ben diplomázott asztalitenisz szakedzőként. 1984-től a Debreceni Agrártudományi Egyetem Mezőgazdaság-tudományi Karának posztgraduális képzésén vett részt, ahol a sikeres államvizsgák után, 1986-ban halászati szakmérnöki végbizonyítványt kapott.

## Sportolói és sportvezetői pályafutása
Sportpályafutását labdarúgóként kezdte. 1954. októbertől, 11 évesen, részt vehetett a Kinizsi (1956. decembertől Ferencvárosi Torna Club) kölyök csapatainak edzésén, 1955. májustól igazolt játékos lett, kapus poszton. Az 1958 - 1959-es tanévben, a Madách Gimnázium csapatának kapuját védte. Albert Flóriánnal és több más igazolt játékossal a döntőig jutottak a Budapesti Középiskolás Labdarúgó Bajnokságban. (Itt, kizárták őket, mert kiderült, hogy egy játékosuk jogosulatlanul szerepelt az elődöntőben, a félévi bizonyítványában egy rovója is volt.) 
Az asztalitenisszel komolyabban 1956 tavaszától kezdett el foglalkozni, miután a döntőig jutott fiú egyesben a kerületi úttörő bajnokságon, ahol Rózsás Pétertől kapott ki. Először a Külker SC,  később a Vasútépítő Törekvés, majd az első osztályban szereplő VM KÖZÉRT versenyzője lett. 1959. augusztusban válaszút elé került: döntenie kellett, hogy az FTC ifi csapataiban folytatja tovább a sportolást labdarúgóként, vagy az egyéni sportot, az asztaliteniszt választja. Az asztalitenisz mellett döntött, a szülői beleegyezés elnyerésében Peterdi Pál, a Képes Sport újságírója is szerepet vállalt. 1960 és 1967 között stabil válogatott kerettag volt. Jelentős nemzetközi versenyeket nyert páros számokban. Elsősorban Lukácsné Máthé Sárával, Kóczián Évával, Faházi Jánossal és Berczik Zoltánnal.1965-ben két magyar bajnoki címet szerzett. Három világbajnokságon vett részt, így tagja lett a sportág hírességei nemzetközi klubjának a Swaitling Clubnak. 1974-ben játékosként visszavonult, és az FTC női csapatának vezetőedzőjeként három évig dolgozott a klubnál. Legismertebb tanítványa Urbán Edit volt, aki később Európa Bajnokságot is nyert.
1986-ban, az Asztalitenisz Szövetség edzőbizottságának tagja lett. 1989. decemberben, az első szabad elnökválasztó és tisztújító küldött közgyűlésen a Magyar Országos Asztalitenisz Szövetség (MOATSZ) elnökének választották. 1994-ig volt a szövetség elnöke,  1996.decemberig szakmai társelnöke a testületnek. 1990-től 1998-ig tagja volt a Magyar Olimpiai Bizottságnak. 
Horn Gyula miniszterelnök 1997. január 1-jétől kinevezte az Országos Testnevelési és Sporthivatal (OTSH) államtitkári rangú elnökének. Az 1998-ik évi országgyűlési választások után, a Hivatal átszervezésekor lemondott elnöki tisztségéről és a MOB alelnöki megbízatását  is visszaadta. 2001. május 30-án, az MTK Sportklub közgyűlése egyhangú szavazással a klub elnökévé választotta. 2002. decemberben átadta helyét, és 2010. májusig az elnökségben folytatta tovább a munkát. A Magyar Technikai és Tömegsportklubok Országos Szövetsége elnökségének javaslatára, a szövetség elnöke 2014. február 1-jétől kinevezte a nagy múltú MHSZ utódszervezet, az MTTOSZ főtitkárává. 2017 januárban megalakult a Honvédelmi Sportszövetség, melynek egyik alapító szervezete az MTTOSZ volt. 2018 májusban a technikai sportokért és gépjárművezető képzésért felelős szakmai tagozat tagszervezetei a Honvédelmi Sportszövetség országos küldöttgyűlés küldöttévé és egyúttal a szakmai tagozat elnök-helyettesévé választották. 

## Gazdasági, szakmai pályafutása
Szakmai pályafutását a Zuglói Közért Vállalatnál üzemgazdászként kezdte, majd 1970-1975. között a Belkereskedelmi Minisztérium Igazgatási Főosztályán volt főelőadó. 1975-től 1995-ig a Halértékesítő Vállalatnál dolgozott:1977-ig kereskedelmi igazgató, 1984-ig igazgató, 1992-ig vezérigazgató, majd 1995-ig az átalakult Halért Kft ügyvezető igazgatója volt. 1986 -tól a Halászat című szaklap szerkesztő bizottságának tagja, 1992-től 1994-ig a Halászati Terméktanács társelnöki feladatait látta el. 1996-ban a Környezetvédelmi és Területfejlesztési Minisztérium Közigazgatási Államtitkárának titkárságán szakmai főtanácsadó. A Közmunkatanácsban a környezetvédelmi miniszter delegáltjaként részt vett a közmunka programok pályázati kiírásában és elbírálásában. Az OTSH elnöki megbízatás után, 2000-2001-ben a  Dunaferr Dunai Vasmű Rt. Kereskedelmi Igazgatóságán projektmenedzser, a Budapesti Iroda vezetője volt. 2002-től 2004-ig a Sportfólió Vagyonkezelő Kht. projekt igazgatója. Különböző társaságoknál töltött be tisztségeket. 2003-tól 2007-ig a Magyar Sport Háza Ingatlanfejlesztési Zrt. igazgatósági elnöke, 2003 és 2007 között az ÁPV Zrt. Felügyelő Bizottságának tagja, 2007-től 2010 -ig a Magyar Nemzeti Vagyonkezelő Zrt. Ellenőrző Bizottságának tagja volt. 2008-2010
között a sportért is felelős önkormányzati miniszter sport szakmai főtanácsadója volt. 2010-től a Belügyminisztérium miniszteri kabinetjében a sportrendezvények biztonságával és a sporthuliganizmus visszaszorításának kérdéseivel foglalkozik.

## Díjai, elismerései
- Magyar Népköztársaság Munkaérdemrendje, ezüst fokozat (1985)
- A Magyar Köztársasági Érdemrend lovagkeresztje (2003)
- Magyar Sportért Életműdíj (2010)
- A Köz Szolgálatáért Érdemjel Arany Fokozata (2019)
- Díszoklevél " A sportlövészet érdekében kifejtett többévtizedes kiemelkedő, példaértékű munkájáért" (Magyar Sportlövők Szövetsége - 2021.okt.17.)
- Arany. fokozatú elismerő oklevél " Honvédelmi Sportszövetségért nyújtott kimagasló tagozatvezető helyettesi munkájáért" (2021.december 7.)